# Hakeem Olajuwon
Hakeem Abdul Olajuwon (Lagos, Nigerija, 21. siječnja 1963.) je bivši nigerijski i američki košarkaš. Rodio se kao Akeem Abdul Olajuwon, a 1990-ih je promijenio ime u Hakeem. Rodom je iz naroda Yorube.
U ranoj mladosti bavio se nogometom. Igrao je na mjestu vratara. Košarku je prvi put zaigrao s 15 godina.
Studirao je na Houstonskom sveučilištu, za čiju je momčad igrao. Houston Rocketsi su ga 1984. na draftu izabrali u 1. krugu. Bio je prvi izabrani igrač na tom draftu.
Prije nego što je došao u SAD, igrao je 1980. za Nigeriju na Sveafričkim igrama. Zbog toga nije mogao igrati na Momčad snova na OI 1992., jer FIBA nije dopuštala istom igraču igrati za dvije države. Američko je državljanstvo dobio 1993., FIBA je popustila i dopustila iznimku te je nastupio na OI 1996. za SAD kao dio Momčadi snova br. 3. 

## Vanjske poveznice
- NBA.com